# Un été en enfer
Pour plus de détails, voir Fiche technique et Distribution.
 Un été en enfer (Haunted Summer) est un film biographique dramatique américain réalisé par Ivan Passer.

## Synopsis
1816. Percy Shelley, sa compagne Mary Godwin et sa maîtresse Claire Clairmont rejoignent Lord Byron sur les bords du lac Léman. Ils retrouvent également le discret Dr Polidori. Ensemble, ils mêlent discussions philosophiques, jeux d'esprit, escapades charnelles et sensorielles. À cela s'ajoute une fascination malsaine pour les fantômes, les démons et l'occulte. De cette expérience naîtra Frankenstein ou le Prométhée moderne…

## Fiche technique
- Titre : Un été en enfer
- Titre original : Haunted Summer
- Réalisation : Ivan Passer
- Scénario : Lewis John Carlino d'après le roman de Anne Edwards
- Musique : Christopher Young
- Photographie : Giuseppe Rotunno
- Montage : Cesare D'Amico et Rick Fields
- Production : Martin Poll
- Société de production :
- Pays :  États-Unis
- Genre : Biopic, drame et romance
- Durée : 106 minutes
- Dates de sortie : 
  -  États-Unis : septembre 1988 (Festival du cinéma américain de Deauville)

## Distribution
- Eric Stoltz : Percy Shelley
- Alice Krige : Mary Wollstonecraft Godwin
- Philip Anglim : Lord Byron
- Alex Winter : Dr John Polidori
- Laura Dern : Claire Clairmont

## Production

### Lieux de tournage[1]
- Lac de Côme
- Rome